# 남인순
남인순(南仁順, 1958년 11월 5일~)은 대한민국의 사회운동가, 정치인이며, 제19·20·21·22대 국회의원이다.

## 생애
인천 출생으로, 국어 교사의 꿈을 위해 수도여자사범대학 국문학과에 입학하였으나, 3학년 재학 중 학내 민주화 문제로 퇴학당했다. 그 후 노동운동에 뛰어들었고 1988년 인천 일하는여성의나눔의집 간사로 일하며 여성노동운동의 길에 들어섰다. 이후 인천여성노동자회 창립멤버로 사무국장, 부회장을 거쳤고, 1994년부터 17년동안 한국여성단체연합에서 사무국장을 시작으로 상임대표로 임기를 마쳤다. 이 기간동안 퇴학 당했던 대학에 복학되어 졸업 하기도 하였다. 가정폭력방지법 제정, 영유아보육법 개정, 모성보호관련법 개정, 여성할당제 도입, 여성부 설치, 호주제 폐지, 성매매방지법 제정 등 성평등 운동은 물론이고, 총선시민연대, 시민사회단체연대회의, 6·15 남북 공동선언 실천 남측위원회 등 시민 운동에도 참여했다. 이 외에 서울특별시 여성위원, 국민고충처리위원회 위원, 대통령 직속 저출산고령사회위원, 대법원 사법제도개혁 실무위원, 대법원 양형위원, 국가인권위원회 성차별조정위원, 한국방송공사(KBS) 이사, 법학교육위원, 중앙생활보장위원, 여성부 정책자문위원 등을 역임하였다.
2012년 민주통합당 최고위원에 선출되었고, 대한민국 제19대 국회의원 선거에서 비례대표에 당선되었다. 제19대 국회 등원 후 보건복지위원회 위원, 여성가족위원회 간사로 활동하고 있으며, 새정치민주연합 대외협력위원장과 전국여성위원장, 원내부대표로 활동했으며, 더불어민주당 보육특별위원장과 서울시당 을지로위원장으로 활동하고 있다. 제20대 국회의원 선거에서 송파구 병에 출마해 새누리당의 김을동 후보를 꺾고 제20대 국회의원에 당선되었다. 이후 2018년 8월 15일 더불어민주당 최고위원에 당선되었다. 남인순 후보는 같이 출마한 박정 후보(9.30%)보다 득표율(8.32%)이 낮았지만, 여성 최고위원 몫으로 당선되었다.

### 이름 관련
남인순은 부모성 함께쓰기 캠페인이 한창이던 1990년대 말부터 '남윤인순'이란 이름을 사용해 왔다. 부모성 함께쓰기 캠페인은 여성계 원로인 이효재가 1997년 국제 여성의 날에 제안한 것이다. 하지만 정치권에 입문한 이후에는 법적 이름이 아닌 부모성 때문에 황당한 일을 겪기도 했다. 아무리 법안 발의를 많이 했어도 국회 의안정보 시스템에 '남윤인순'으로 검색이 되지 않았다. 부모성이 아니라 복성으로 오해하는 일도 있었다. 남인순은 여성신문과의 인터뷰에서 "대중 정치인으로 많은 대중을 만나야 하기에 (실제 이름과 법적인 이름이) 일치해야 겠다고 생각했다"며 이름을 다시 바꾼 이유를 설명했다.

### 울주 아동학대사망사건 진상조사와 제도개선위원회 활동
남인순은 울산 울주아동학대사망사건 진상조사와 제도개선위원회 위원장을 맡아, 대한민국 최초로 아동학대사망사건에 대한 진상조사를 벌이고 그 결과와 현실에 입각한 아동학대예방 종합대책을 담은 <이서현 보고서>를 제시하였으며, 정부의 ‘아동학대 예방 및 피해아동 조기발견ㆍ보호 종합대책’(2014.2.24) 수립에 크게 기여하였다. 위원회는 특히 포항-인천-울산 현장조사 및 정부 관계부처 면담조사를 통해 파악한 아동보호시스템 전반의 문제점을 꼼꼼하게 정리하고 개선방안을 마련했다.
울주아동학대사망사건 진상조사와 제도개선위원회는 사망사건이 발생한 지 한달 여 뒤인 2013년 11월25일 구성되어 약 4개월간 활동하였다. 위원장은 남인순 국회의원, 부위원장은 정익중 이화여대 교수, 사무국장은 김희경 세이브더칠드런 권리옹호부장이 맡았으며, 김미호 굿네이버스 복지사업부장, 유미 초록우산 어린이재단 본부장이 위원으로 참여하였으며, 한국아동복지학회(회장 노충래), 한국아동권리학회(회장 황옥경), 한국YMCA 전국연맹(사무총장 남부원)도 참여했다. 두 학회는 각각 정익중, 오승환, 이은주, 안재진, 강현아 교수를 위원회의 전문가 위원으로 임명했다. 또 법률전문가로 김상용 중앙대 법대 교수 김수정 변호사(법무법인 지향), 이명숙 변호사(법무법인 나우리)가 참여하였다.

### 제대군인에 관한 지원 법률 논란
남인순이 상임대표였던 한국여성단체연합은 2006년에 한나라당 주성영 의원에게 “제대 군인 지원에 관한 법률을 제출하고, 피감기관으로부터 향응을 제공받았다”는 이유로 성평등 걸림돌상을 수여하여 논란이 일었다. 한편 남인순은 19대 국회에 등원한 후 「제대군인지원에 관한 법률 일부개정안」을 대표발의하였다. 개정법률안은 제대군인에게 일시지원금(전역 당시 보수월액에 복무월수를 곱한 액수에 상당하는 금액, 복무여건에 따라 100분의 80~120수준)을 지급하는 것을 주요내용으로 하고 있다. 하지만 많은 재정이 수반된다는 반대의견이 있어 입법이 완료되지 못하였다.

### 국회 군(軍) 인권개선 및 병영문화혁신 활동
남인순 국회의원은 2014년 10월부터 2015년 7월까지 국회 ‘군(軍) 인권개선 및 병영문화혁신특별위원회’ 위원 및 ‘군 성폭력 대책 및 의료체계 개선 소위원회’ 위원장으로 활동하였다. 남인순 의원은 특위활동 기간 국방부를 비롯한 관련부처 기관보고와 자료 수집, 전문가 초청 간담회 등을 거쳐 군대가 ‘인권의 사각지대’가 되지 않도록 인권 및 병영문화를 개선대책을 마련하여 ‘강한 군대’로 육성하기 위한 방안을 추진하였으며, 특히 군대내 성폭력 방지와 낙후된 의료체계를 개선하는 대책마련을 주도적으로 수행하였다.

## 경력
- 1989년 2월~1993년 1월: 인천여성노동자회 사무국장→부회장
- 1994년~1997년: 한국여성단체연합 사무국장
- 1997년~2000년: 한국여성단체연합 사무처장
- 2000년~2004년: 한국여성단체연합 사무총장
- 2000년 1월~2000년 5월: 총선시민연대 공동집행위원장, 사무총장
- 2001년 8월~2003년 7월: 문화방송(MBC) 시청자위원
- 2003년~2004년: 국회 범국민정치개혁협의회 위원
- 2001년 7월~2005년 12월: 아름다운재단 배분위원
- 2004년 3월~2005년 8월: 고령화및미래사회위원회 위원
- 2004년 4월~2006년 8월: 국민고충처리위원회 비상임위원
- 2005년 1월~2006년 12월: 사법제도개혁추진위원회 실무위원
- 2005년 1월~2011년 1월: 한국여성단체연합 상임대표
- 2005년 2월~2011년 2월: 시민사회단체연대회의 공동대표
- 2005년 9월~2007년 12월: 대통령 직속 저출산고령사회위원회 위원
- 2005년 10월~2007년 10월: 국가인권위원회 성차별조정위원
- 2005년 12월~2009년 12월: 중앙생활보장위원회 위원
- 2006년 9월~2009년 8월: 한국방송공사(KBS) 이사
- 2007년 5월~2009년 4월: 대법원 양형위원회 위원
- 2007년 7월~2009년 7월: 민주평화통일자문회의 자문위원
- 2007년 9월~2009년 8월: 교육부 법학교육위원회 위원
- 2008년 3월~2011년 3월: 민족화해협력범국민협의회 공동상임의장
- 2008년 7월~2009년 6월: 여성부 정책자문위원
- 2011년 3월~2013년 2월: 내가꿈꾸는나라 공동대표
- 2012년 2월~2012년 5월: 민주통합당 최고위원
- 2012년 4월 11일: 대한민국 제19대 국회의원 선거 당선(비례대표, 민주통합당, 초선)
- 2013년 5월~2014년 3월: 민주당 대외협력위원회 위원장
- 2014년 3월~2014년 8월: 새정치민주연합 대외협력위원회 위원장
- 2014년 5월~2015년 5월: 새정치민주연합 원내부대표
- 2014년 8월~2015년 3월: 새정치민주연합 전국여성위원회 위원장
- 2015년 3월~2015년 12월: 새정치민주연합 보육특별위원회 위원장더불어민주당 보육특별위원장
- 2015년 7월~2017년 4월: 더불어민주당 서울시당 을(乙)지로위원회 상임위원장
- 2015년~: 동물복지국회포럼 운영위원
- 2015년~: 국회 국제보건의료포럼 이사
- 2015년~: 송파 여성 새로일하기센터 운영위원
- 2015년~: 강동송파환경운동연합 고문
- 2015년~: 한국다문화가족지원센터협회 자문위원
- 2016년 3월~2016년 4월: 더불어민주당 총선정책공약단 불평등해소본부장
- 2016년 4월 13일: 대한민국 제20대 국회의원 선거 당선(서울 송파구 병, 더불어민주당, 재선)
- 2016년 5월~: 더불어민주당 서울특별시당 송파구 병 지역위원회 위원장
- 2017년 3월~2017년 4월: 더불어민주당 제19대 대통령 선거 후보경선 문재인 캠프(더문캠) 여성본부장
- 2017년 4월~2017년 5월: 제19대 대통령 선거 더불어민주당 문재인 대통령 후보 국민주권선거대책위원회 여성본부 본부장
- 2018년 8월~2020년 8월: 더불어민주당 최고위원
- 2020년 4월 15일: 대한민국 제21대 국회의원 선거 당선(서울 송파구 병, 더불어민주당, 3선)
- 한국여성의정 공동대표
- 2024년 4월 10일: 대한민국 제22대 국회의원 선거 당선(서울 송파구 병, 더불어민주당, 4선)
- 2024년 11월~ : 더불어민주당 전국직능대표자회의 의장
- 2025년 4월~: 더불어민주당 연금개혁특별위원회 위원장
- 2025년 8월~: 더불어민주당 이태원참사특별위원회 위원장

### 의정 활동
- 2012년 5월 30일~2016년 5월 29일: 제19대 국회의원(비례대표, 민주통합당→민주당→새정치민주연합→더불어민주당, 초선)
  - 2012년 6월: 국회 성평등정책연구포럼 공동대표
  - 2012년 6월: 국회 시민정치포럼 공동대표
  - 2012년 7월~2016년 5월: 제19대 국회 전반기, 후반기 보건복지위원회 위원
  - 2012년 7월~2014년 5월: 제19대 국회 전반기 여성가족위원회 위원
  - 2013년 7월~2014년 5월: 제19대 국회 전반기 예산결산특별위원회 위원
  - 2014년 5월~2016년 5월: 제19대 국회 후반기 여성가족위원회 간사
  - 2015년 11월~2016년 5월: 제19대 국회 후반기 보건복지위원회 보육제도개선소위원회 위원장
- 2016년 5월 30일~2020년 5월 29일: 제20대 국회의원(서울 송파구 병, 더불어민주당, 재선)
  - 2016년 6월~2018년 5월: 제20대 국회 전반기 여성가족위원회 위원장
  - 2016년 6월~2018년 5월: 제20대 국회 전반기 보건복지위원회 위원
  - 2017년 6월~2018년 5월: 제20대 국회 전반기 예산결산특별위원회 위원
  - 2018년 7월~2020년 5월: 제20대 국회 후반기 보건복지위원회 위원
- 2020년 5월 30일~2024년 5월 29일: 제21대 국회의원(서울 송파구 병, 더불어민주당, 3선)
  - 2020년 6월~2022년 5월: 제21대 국회 전반기 보건복지위원회 위원
  - 2022년 4월~2022년 5월: 제21대 국회 국무총리(한덕수) 임명동의에 관한 인사청문특별위원회 위원
  - 2022년 7월~2024년 5월: 제21대 국회 후반기 보건복지위원회 위원
  - 2022년 8월~2024년 5월: 국회 정치개혁특별위원회 위원장
- 2024년 5월 30일~: 제22대 국회의원(서울 송파구 병, 더불어민주당, 4선)
  - 2024년 6월~: 제22대 국회 전반기 보건복지위원회 위원
  - 2024년 6월~: 제22대 국회 전반기 여성가족위원회 위원
  - 2025년 3월~: 제22대 국회 연금개혁 특별위원회 위원

## 학력
- 인천송림초등학교
- 숭덕여자중학교
- 인일여자고등학교
- 수도여자사범대학 국어국문학과
- (세종대학교 국어국문학 학사)
- 성공회대학교 시민사회복지대학원 사회복지학 석사

## 저서
- 《열린희망(한국여성단체연합10년사)》(공저). 동덕여자대학교출판부. 1998년. ISBN 2001624000023
- 《한국의 여성 정치세력화 운동》(공저). 사회와연대. 2005년. ISBN 8989097274
- 《날아라 여성(남윤인순이 꿈꾸는 치유의 정치)》. 해피스토리. 2012년. ISBN 9788993225495
- 《구석구석 젠더정치》. 해피스토리. 2014년. ISBN 9788993225792

## 상훈
- 2001년 여성신문 미래를 이끌어갈 여성지도자상
- 2003년 한국여성단체연합 여성운동 15년 버팀목상
- 2003년 한겨레신문 한국의 미래를 열어갈 100인
- 2006년 국민훈장 동백장
- 2012년 국회 우수 국회의원 연구단체상 (국회 시민정치포럼)
- 2012년 국회사무처 입법 및 정책개발 우수 국회의원상
- 2012년 민주통합당 국정감사 우수의원
- 2013년 국회를 빛낸 바른 언어상 모범언어상
- 2013년 한국소비자법률연맹 국회 헌정대상
- 2013년 민주당 국정감사 우수의원
- 2013년 국정감사NGO모니터단 국정감사 우수의원
- 2013년 국회 우수 국회의원 연구단체상 (국회 시민정치포럼)
- 2014년 새정치민주연합 국정감사 우수의원
- 2014년 국회 우수 국회의원 연구단체상 (국회 성평등정책연구포럼·국회 시민정치포럼)
- 2015년 대한민국 의정활동 국회의원 대상 (연합매일신문사 등)
- 2015년 새정치민주연합 국정감사 우수의원
- 2015년 국정감사 최우수 국회의원 (유권자시민행동)
- 2015년 국회 우수 국회의원 연구단체상 (국회 성평등정책연구포럼·국회 시민정치포럼)
- 2015년 올해를 빛낸 동문상 (세종대학교)
- 2015년 한국을 빛낸 한국인물대상 (민주신문사 등)
- 2016년 19대 국회 환경베스트 의원 (한국환경정보연구센터)
- 2016년 19대 국회 종합 헌정대상 (한국법률소비자연맹)

## 논란

### 박원순 성추행 피소내용 유출 의혹
박원순 전 서울시장의 성추행 피소 정황이 여성단체와 남인순 더불어민주당 의원, 당시 임순영 서울시 젠더특보를 거쳐 박 전 시장에게 전달된 것으로 검찰 수사결과 드러나 논란이 되고 있다. 30일 서울북부지검에 따르면 검찰은 박 전 시장으로부터 역방향으로 거슬러 올라가 유출 경로를 추적했다. 그 결과 피소 사실이 피해자 변호인인 김재련 변호사→여성단체→남 의원→임 특보→박 전 시장 순으로 전달된 것을 확인했다.
김재련 변호사는 지난 7월 7일 이미경 한국성폭력상담소장에게 박 전 시장을 ‘미투’(#Me too)로 고소할 예정이라며 지원을 요청했다. 이미경 소장은 같은 날 한국여성단체연합(여성연합) 공동대표 A씨에게 전화해 이를 알렸고, A씨는 다음날인 8일 오전 여성연합 상임대표 B씨에게 전했다. B대표는 이를 남인순 의원에게 전달하고, 남인순 의원은 소식을 들은 직후인 오전 10시 33분쯤 임순영 특보에게 “박 전 시장 관련 불미스러운 얘기가 도는 듯한데 무슨 일이 있느냐”고 물었다.
검찰 관계자는 “특보와 국회의원은 공무원이지만 개인적 관계를 통해 정보를 취득해 공무상 비밀 누설 혐의를 적용할 수 없다”고 설명했다. 검찰은 박 전 시장 피소 사실 유출 혐의로 고발된 경찰, 검찰, 청와대 관계자에 대해 전원 불기소(혐의 없음) 처분했다. 박원순 전 서울시장 측에 성추행 피소 가능성을 전달한 남인순 의원은 그간 검찰의 출석 요구에 불응하는 등 사실관계 소명에 소극적이었던 것으로 드러났다. 이에 검찰은 관련자들의 통화·메시지 내용과 진술을 묶어 박 전 시장 피소 사실의 유출 과정을 어렵게 복원할 수밖에 없었다. 비록 사법처리는 피했지만 남 의원의 성폭력 피해자 정보 누설행위와 수사기관 조사 불응을 둘러싼 비판은 커지고 있다. 더불어민주당은 故 박원순 전 서울시장의 성추행 피소사실 유출 과정에 자당 의원이 개입했다는 검찰 공식 수사 결과에 대해 "사실 확인이 더 필요하다"고 밝혔다. 남인순 의원실 측은 TV조선과의 통화에서 "피소사실 몰랐다는 입장에 변함이 없다"고 밝혔다.

## 역대 선거 결과
|  | 36.45% |

|  | 44.88% |

|  | 52.48% |

|  | 51.04% |

## 소속 정당
| 소속 정당 | 소속 정당      | 소속 기간 | 비고      |
| --------- | -------------- | --------- | --------- |
|           | 민주통합당     | 2012~2013 | 정계 입문 |
|           | 민주당         | 2013~2014 | 당명 변경 |
|           | 새정치민주연합 | 2014~2015 | 합당      |
|           | 더불어민주당   | 2015~현재 | 당명 변경 |

## 같이 보기
- 대한민국 제19대 국회의원 선거 민주통합당 후보 목록#비례대표
- 서울 송파구의 국회의원
- 송파구 병